# Joseph McDade
Joseph Michael McDade (Scranton, 29 settembre 1931 – Fairfax, 24 settembre 2017) è stato un politico statunitense, membro della Camera dei Rappresentanti per lo stato della Pennsylvania dal 1963 al 1999.

## Biografia
Nato a Scranton, McDade studiò all'Università di Notre Dame e all'Università della Pennsylvania, laureandosi in giurisprudenza.
Entrato in politica con il Partito Repubblicano, nel 1962 venne eletto all'interno della Camera dei Rappresentanti per il seggio lasciato dal democratico William Scranton, eletto governatore. Negli anni successivi fu riconfermato dagli elettori per altri diciassette mandati, finché nel 1998 annunciò il proprio ritiro.
Negli ultimi anni della sua permanenza al Congresso, fu processato per corruzione e successivamente assolto. Dopo il processo, si impegnò per promulgare una legge, nota come "emendamento McDade", per la quale si impose ai procuratori del Dipartimento di Giustizia di sottostare alle norme etiche dello stato.
Afflitto dalla malattia di Parkinson, morì nel 2017 all'età di ottantacinque anni.